# Actia linguata
Actia linguata là một loài ruồi trong họ Tachinidae.